# 190.ª Divisão de Infantaria (Alemanha)
A 190ª Divisão de Infantaria (em alemão:190. Infanterie-Division) foi uma unidade militar que serviu no Exército alemão durante a Segunda Guerra Mundial.

## Comandantes
| Comandante                   | Data                                        |
| ---------------------------- | ------------------------------------------- |
| Generalleutnant Ernst Hammer | 4 de novembro de 1944 - 13 de abril de 1945 |

## Oficiais de operações
| Major Alfred Dürrwanger | 30 de setembro de 1944-20 de janeiro de 1945 |
| Major Helmut Räder      | 20 de janeiro de 1945-1945                   |

## Área de operações
| Países Baixos     | novembro de 1944 - março de 1945 |
| Oeste da Alemanha | de março de 1945 - abril de 1945 |